# Louis van Gasteren
Louis van Gasteren (ur. 20 listopada 1922 w Amsterdamie, zm. 10 maja 2016) – holenderski reżyser i producent. Był synem aktora Louis van Gasteren Sr. i piosenkarki Elise Menagé Challa.

## Życiorys
Van Gasteren studiował elektronikę i został inżynierem dźwięku. W 1951 założył własną wytwórnię filmową, pod nazwą Spectrum Film. Zadebiutował w filmie Bruin goud w 1952. W 1983 roku wygrał nagrodę "Dutch Film Critics Award" oraz "Golden Calf" za film Hans: Het Leven Voor De Dood. W 2003 ponownie odebrał nagrodę "Golden Calf" za film The Price of Survival. 
Van Gasteren mieszkał w Amsterdamie wraz ze swoją żoną Joke Meerman. Był najstarszym filmowcem aktywnie działającym w Holandii.

## Filmografia
- 1952 – Bruin goud
- 1954 – Railplan 68
- 1955 – Vliegende schotels geland
- 1960 – Stranding
- 1960 – Een nieuw dorp op nieuw land
- 1961 – Alle vogels hebben nesten
- 1962 – Het huis
- 1963 – Mayday
- 1964 – Jazz and Poetry
- 1965 – Out of My Skull
- 1968 – Report from Biafra
- 1969 – Begrijpt U Nu Waarom Ik Huil?
- 1971 – Report from Europe
- 1973 – On ne sait pas
- 1974 – Multinationals
- 1975 – Do You Get It no.2
- 1976 – Salude e libertade
- 1980 – Wirbula flow forms
- 1983 – Hans: Het Leven Voor De Dood
- 1989 – Een zaak van niveau
- 1994 – Why Do Pigeons Home?
- 1997 – Beyond Words
- 2002 – In een Japanese stroomversnelling
- 2003 – De prijs van overleven
- 2005 – Het verdriet van Roermond
- 2006 – Het verdriet van Roermond
- 2012 – Nema Aviona Za Zagreb